# Sỏi thận
Sỏi thận hay sạn thận, sỏi đường tiết niệu là một hiện tượng chất khoáng trong nước tiểu lắng đọng lại ở thận, lâu ngày kết lại tạo thành sỏi. Sỏi thận là một trong những nguyên nhân phổ biến dẫn đến suy thận.

## Hình thành
Sỏi trong thận được hình thành khi lượng nước tiểu quá ít hay nồng độ chất khoáng trong nước tiểu tăng cao, lắng đọng lại ở thận, lâu ngày kết lại tạo thành sỏi.
Nếu sỏi thận nhỏ, có thể tự đẩy ra ngoài theo đường tiểu. Nhưng nếu sỏi lớn, viên sỏi di chuyển cọ xát vào đường niệu có thể gây ra những cơn đau lưng, tiểu ra máu. Nếu sỏi thận bị kẹt trong cuống đài thận, gây bế tắc, làm giãn nở và tạo ra áp lực tác động lên dây thần kinh thận và vỏ thận gây ra cơn đau quặn thận... sỏi có thể làm tắc nghẽn đường tiểu, tồn đọng nước tiểu, gây viêm nhiễm, lâu ngày sẽ dẫn đến xơ hóa đường tiểu và giảm chức năng co bóp đường tiểu gây nên các lỗ rò ở bàng quang, niệu quản gây ra suy thận.
Có sáu loại sỏi thận, hình thành bởi nguyên nhân khác nhau và do đó cách điều trị cũng khác nhau.
Những bệnh nhân bị sỏi thận nếu không được chữa trị sớm và kịp thời sẽ có nguy cơ bị suy thận.

## Nguyên nhân gây sỏi thận
Trên thực tế có rất nhiều nguyên nhân gây ra bệnh, tuy nhiên có thể liệt kê một số nguyên nhân chính sau:
- Do sự lắng đọng sục cắc hay cung cấp nước không đủ, đặc biệt với những người có công việc lao động nặng nhọc, quên uống nước nhưng lúc uống lại uống quá nhiều.
- Do sự dị dạng của đường nước tiểu khiến cho nước tiểu không thể thoát ra được, mà tích trữ đọng lại, lâu dần tạo thành sỏi thận.
- Những người bị u xơ tiền liệt tuyến, u xơ trong bàng quang làm cho nước tiểu bị đọng lại ở khe lẽ.
- Bị chấn thương nặng không thể đi lại mà chỉ nằm một chỗ.
- Bị nhiễm trùng bộ phận sinh dục, do không vệ sinh thường xuyên, làm cho vi trùng có cơ hội xâm nhập gây tình trạng viêm đường tiết niệu. Về lâu dần tạo ra mũ và lắng đọng các chất bài tiết của cơ thể hình thành nên sỏi thận.
- Bệnh cũng có thể gặp ở những người có chế độ ăn uống không hợp lý.

## Dấu hiệu của bệnh sỏi thận
Những người bị bệnh sỏi thận thường có các biểu hiện như:
- Hay bị đau ở vùng lưng, háng hay dưới xương sườn.
- Bị đau từ mặt ra lưng và từ bụng đến háng.
- Cảm giác đau khi đi tiểu
- Nước tiểu có màu đục và có mùi hôi hay hòa lẫn máu.
- Có cảm giác buồn nôn.
- Đi tiểu liên tục.
- Hay bị sốt và có cảm giác ớn lạnh.

Đối với những người bị sỏi thận sẽ làm cho đường tiết niệu bị kích thích dẫn đến co thắt, bóp chặt hòn sỏi làm cho đường tiểu bị tắc nghẽn. Hậu quả là nước tiểu không được đào thải ra ngoài mà ứ đọng lại gây nên các áp lực đột ngột ở vị trí đài và bể thận gây ra những cơ đau quặn cũng là một nguyên nhân gây bệnh thận ứ nước.